# Onze-Lieve-Vrouw-Onbevlekt-Ontvangenkerk (Peizegem)

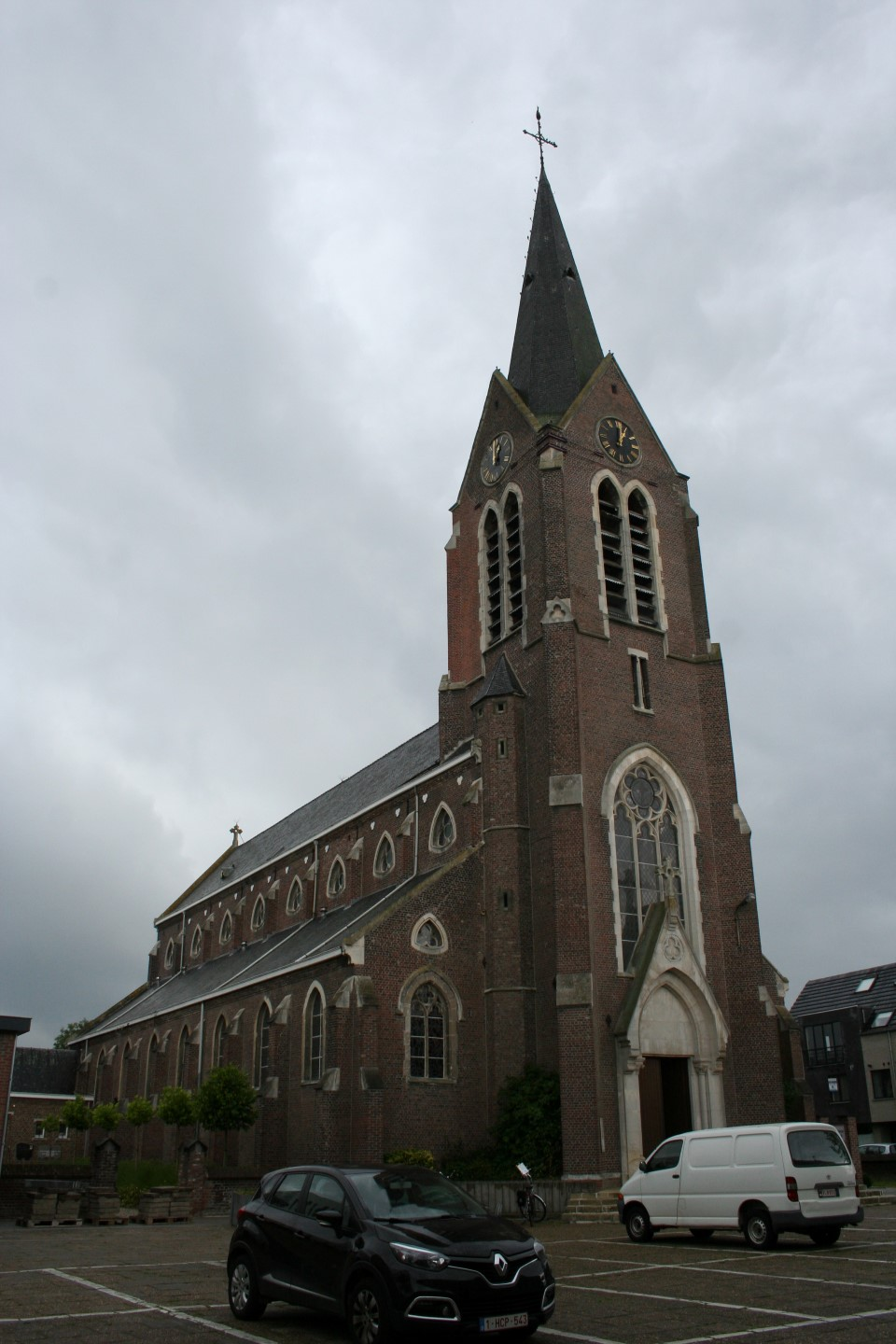
Onze-Lieve-Vrouw-Onbevlekt-Ontvangenkerk

De Onze-Lieve-Vrouw-Onbevlekt-Ontvangenkerk is de parochiekerk van de tot de Vlaams-Brabantse gemeente Merchtem behorende plaats Peizegem, gelegen aan de Nieuwbaan 75.

## Geschiedenis
In 1871 werd de parochie Merchtem-ten-Bosch (later: Peizegem) gesticht. Een zaaltje werd als noodkerk in gebruik genomen. In 1878 werd met de bouw van de kerk, naar ontwerp van Gustave Hansotte, gestart. Ook scholen en een klooster werden gebouwd. In 1879 werd de kerk ingewijd, samen met het nabijgelegen kerkhof. Hij was nog niet helemaal voltooid en pas later werd het torenuurwerk (1896) en het orgel (1899) aangeschaft. De kerk werd tijdens de Eerste Wereldoorlog zwaar beschadigd, waarna herstel volgde.
In 1903 werd de kerk aan de koorzijde vergroot. Het kerkhof werd in 2008-2009 ontruimd op een Lourdesgrot na, die bewaard is gebleven.

## Gebouw
Het betreft een naar het zuidwesten georiënteerde neogotische bakstenen basilicale kerk met een halfingebouwde toren welke twee geledingen telt. Het koor is aan de achterzijde geheel met leien bedekt.
Het kerkmeubilair is van eind 19e en begin 20e eeuw.